# Honda U3-X

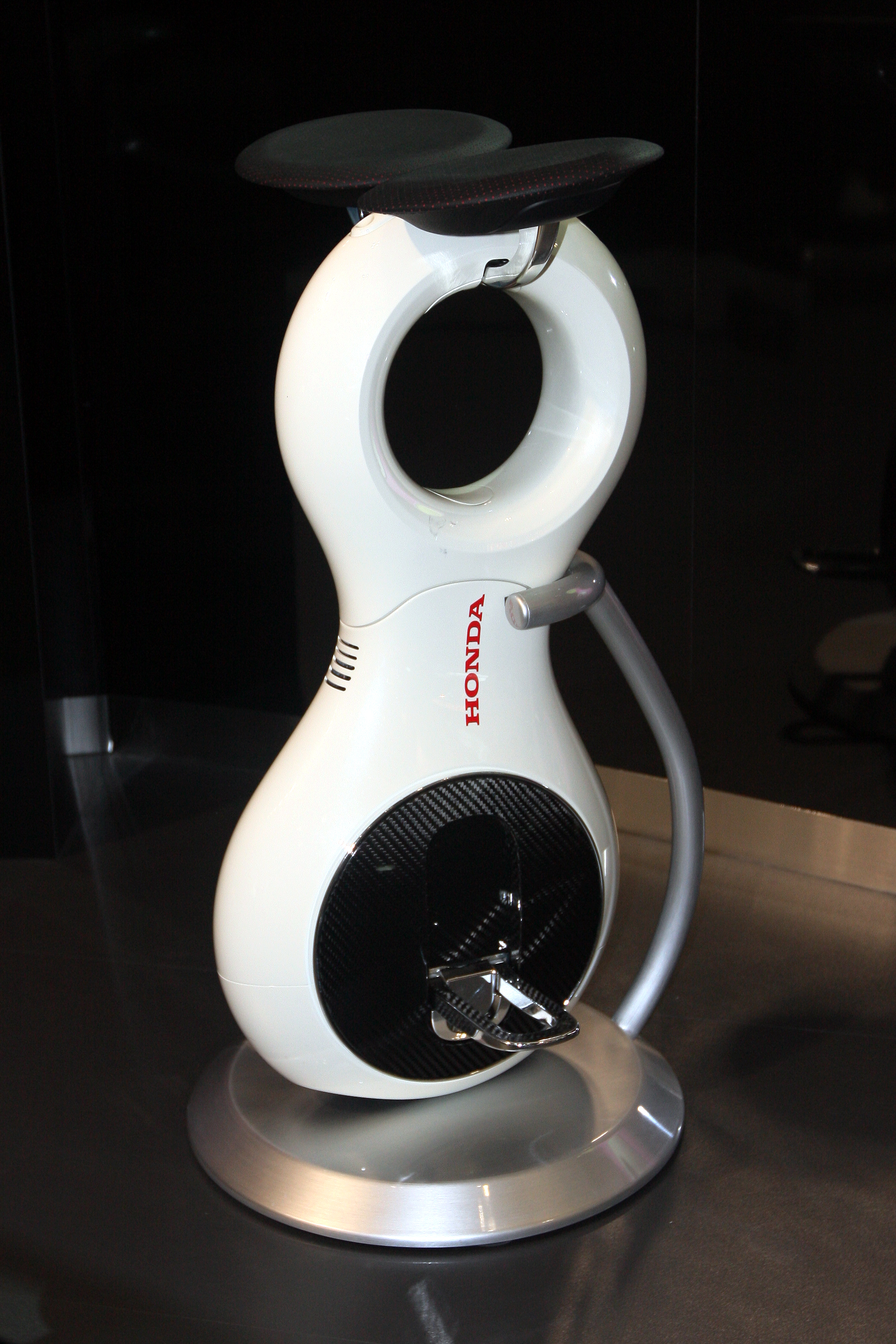

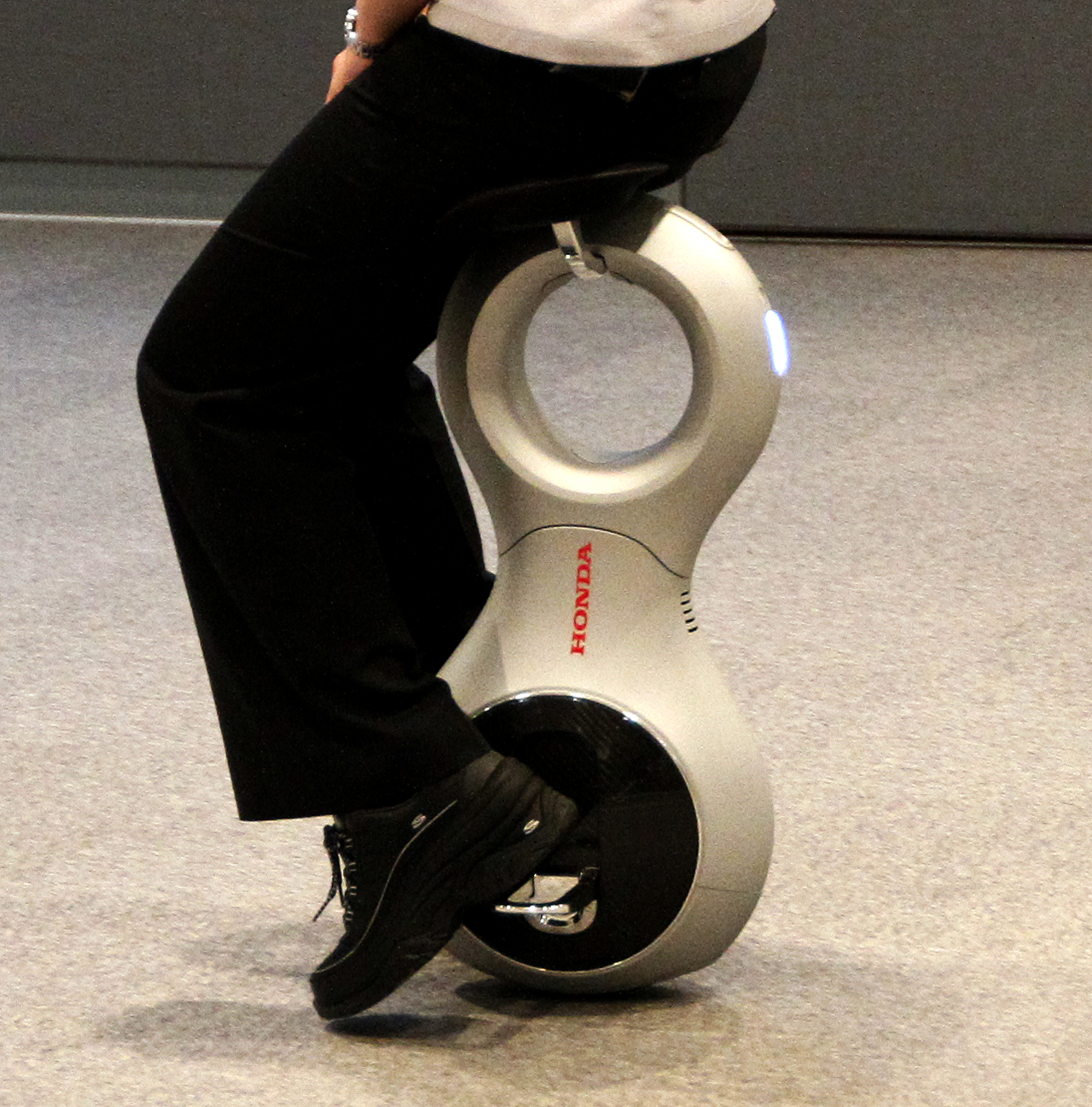

El Honda U3-X es un monociclo eléctrico auto-equilibrado para el transporte de una persona. Se trata de un concepto One-Off o vehículo único, del que solo se fabricó una unidad de muestra y no está prevista su producción en masa.
Honda desarrolló el U3-X con la tecnología desarrollada originalmente para ASIMO, el proyecto del robot bípedo humano. Honda afirma que la "U" viene de Uniciclo y Universal. Su peso es de 10 kg y puede alcanzar una velocidad de 6 km/h, una velocidad similar a la de su rival Toyota Winglet. Se dio a conocer por el CEO de Honda, el 24 de septiembre de 2009 y se anunció que sería mostrado en el Salón del Automóvil de Tokio de 2009. La  Revista Time lo llamó uno de los 50 mejores inventos de 2009. En abril de 2010, los ingenieros de Honda hicieron una breve demostración de dos dispositivos U3-X en Times Square, Nueva York. En mayo de 2010, los representantes de Honda colocaron de forma permanente para exposición el U3-X en el Salón de colección Honda de Motegi,  Tochigi. Japón
El Honda U3-X es un dispositivo experimental compacto que se adapta cómodamente entre las piernas del conductor, para proporcionar la libre circulación en todas las direcciones al igual que caminando - Hacia adelante, hacia atrás, de lado a lado o en diagonal. Utiliza el sistema de accionamiento Honda Omni-Traction o (HOT) para permitir que se mueva en cualquier dirección lateral. El sistema utiliza múltiples ruedas motorizadas de pequeño diámetro conectadas en línea para formar una rueda de gran diámetro. La rotación de la rueda de gran diámetro mueve el U3-X hacia delante y hacia atrás, mientras que la rotación de las ruedas de pequeño diámetro lo mueve de lado a lado. La combinación de estos movimientos hace que el U3-X para moverse en diagonal.
No se ha anunciado todavía si el vehículo se ofrecerá a la venta para el consumidor.

## Especificaciones
Estos son los datos proporcionados por Honda:
- Largo: 313 mm
- Ancho: (stowed) 160 mm
- Alto: (stowed) 647 mm
- Peso: 10 kg (22 lbs)
- Velocidad máxima: 6 km/h
- Sistema de tracción:  Omni Traction Drive System
- Tipo de batería: Batería de ion de litio
- Duración de batería:  1 hora